# Louis Schneider
Louis Schneider (Indianapolis, 19 december 1901 - Indianapolis, 22 september 1942) was een Amerikaans autocoureur. Hij won de Indianapolis 500 in 1931.

## Carrière
Schneider reed in zijn carrière als autocoureur zes keer de Indianapolis 500. Hij werd derde tijdens de race van 1930. Het volgende jaar vertrok hij de race vanaf de dertiende startplaats. Billy Arnold, die de race het vorige jaar had gewonnen, reed 155 ronden aan de leiding van de race, maar viel in de 161e ronde uit na een ongeval. Schneider nam de leiding van de race over en reed zijn wagen naar de overwinning. Hij won dat jaar het American Automobile Association kampioenschap. Twee jaar later stond hij voor de laatste keer aan de start van de Indy 500. Hij gaf op in de eerste ronde nadat de motor stilviel. Schneider stierf in 1942 op 40-jarige leeftijd.